# 索什諾湖
55°36′54″N 32°25′29″E / 55.61500°N 32.42472°E
索什諾湖（俄语：Сошно），是俄羅斯的湖泊，位於該國西部斯摩棱斯克州，由杜霍夫辛斯基區負責管轄，長10.5公里、寬0.6公里，面積6.86平方公里，海拔高度185米，最大水深11米。